# 절약의 역설
절약의 역설 ( Paradox of thrift )은 경제학 용어로 자발적인 저축의 증가가 집단 수요를 감소시키게 되고 그 결과 총 생산을 감소시키며 그에 따라 총 저축액을 감소시킨다는 역설을 묘사한 것이다.  즉, 개인이 저축을 늘리게 되면, 최종적으로 총 저축액은 감소한다는 것이다.  다시 말해서, 저축을 늘리는 것이 경제에 해를 끼친다는 것이다.  이런 역설적 표현은 꿀벌의 우화에서 암시되었고, 그 이휴 존 메이너드 케인스에 의해 일반화되어 케인스 경제학의 핵심 요소로 이해되었다.  

## 같이 보기
- 역성장
- 악순환
- 공유지의 비극